# Gai Licini Calvus Estoló
Gai Licini Calvus Estoló (llatí: Gaius Licinius Calvus Stolo) va ser tribú de la plebs del 376 aC al 367 aC. Va ser anomenat Estoló, nom que derivava de la cura amb què desenterrava els brots (stoloi, en grec) que sorgien de les arrels de les seves vinyes.
Va tenir en tot moment el suport del seu col·lega Luci Sexti en la proposta de diverses lleis, entre elles:
- La supressió dels tribuns amb poder consolar. Els tribuns militars havien de ser nomenats pels cònsols i no pels comicis, i en l'elecció dels |cònsols, un almenys havia de ser plebeu.
- Limitació de la terra pública que es podia posseir a 500 jugueres i de 100 caps de bestiar gran o 500 de bestiar petit.
- Llei regulant les relacions entre creditors i deutors, els interessos i el pagament.
- Els llibres sibil·lins haurien de ser custodiats per un col·legi de 10 membres (decemvirs), dels quals la meitat almenys haurien de ser plebeus.

Els patricis es van oposar a aquestes lleis, que es coneixen amb el nom de Lleis Liciniae-Sextiae, però finalment van ser aprovades i Luci Sexti va ser el primer plebeu que va obtenir el consolat l'any 366 aC.
Gai Licini Calvus Estoló va ser elegit dues vegades cònsol, el 364 aC i el 361 aC. Un temps després va ser acusat per Marc Popil·li Lenat d'haver transgredit la seva pròpia llei sobre tinença de terres públiques, i, declarat culpable (357 aC) va haver de pagar una multa molt elevada.